# Яворов (Калушский район)
Яворов (укр. Яворів) — село в Долинской городской общине Калушского района Ивано-Франковской области Украины.
Население по переписи 2001 года составляло 1041 человек. Занимает площадь 8,27 км². Почтовый индекс — 77524. Телефонный код — 3477.